# Santa Cruz, Campeche
Santa Cruz är en ort i Mexiko.   Den ligger i kommunen Palizada och delstaten Campeche, i den sydöstra delen av landet, 800 km öster om huvudstaden Mexico City. Santa Cruz ligger 4 meter över havet och antalet invånare är 255.
Terrängen runt Santa Cruz är mycket platt. Runt Santa Cruz är det mycket glesbefolkat, med 3 invånare per kvadratkilometer. Närmaste större samhälle är Palizada, 4,9 km söder om Santa Cruz. Omgivningarna runt Santa Cruz är en mosaik av jordbruksmark och naturlig växtlighet.